# Гірська станція (фільм)
«Гірська станція» — радянський телефільм 1973 року, знятий режисерами Анваром Тураєвим і Хабібулло Абдуразаковим на кіностудії «Таджикфільм».

## Сюжет
Начальник метеорологічної станції Павло Строков, який працював у горах Таджикистану чверть століття, заявляє про можливість виникнення руйнівного селю. Але його попередження не сприймають серйозно.

## У ролях
- Леонід Карнєєв — Павло Степанович Строков
- Зафар Джавадов — Пулат Хасанов
- Гульчехра Убайдуллаєва — Саїда
- З. Ібрагімова — Оят
- Хабібулло Абдуразаков — Хакімов
- Р. Мумінов — Аброр
- В. Кошовий — начальник управління
- Хайдар Шаймарданов — Кадир, дідусь Саїди
- Н. Айматов — секретар райкому
- Анвар Тураєв — водій
- Худойназар Бокієв — Сафар
- Курбан Шаріпов — епізод
- Забайдуло Холов — епізод
- Віктор Косенко — учасник наради
- С. Мерганов — епізод
- М. Ходжикулов — Сабур Рахімович
- Соджида Гулямова — секретар
- Марат Хасанов — водій
- Амон Кадиров — епізод
- Р. Рахматов — епізод

## Знімальна група
- Режисери — Анвар Тураєв, Хабібулло Абдуразаков
- Сценаристи — Євген Гуляковський, Юрій Харламов
- Оператор — Вадим Новицький
- Композитор — Геннадій Александров
- Художник — Хусейн Бакаєв